# Selvrealisering
Selvrealisering er en betegnelse for et menneskes virkeliggørelse af medfødte eller tillærte evner, ideer, karakter og/eller personlighed. Fænomenet kaldes også selvaktualisering (eng. self-actualization) og er en del af det humanistiske livssyn. Selvrealisering har blandt haft stor betydning for den moderne kvindefrigørelse.

## Begrebets historie
Tanken om selvrealisering kan føres tilbage til den græske filosof Aristoteles. Ifølge Aristoteles stræber ethvert levende væsen efter at realisere sine evner. For Aristoteles var selvrealisering en forudsætning for, at mennesket kunne opnå et godt liv og blive en god samfundsborger, der gjorde godt for andre.
Det moderne begreb selvrealisering stammer fra neurologen Kurt Goldstein, som i sit hovedværk fra 1934 Organismens struktur, beskrev hvordan enhver organisme stræber efter at opretholde en vis form for konfrontation med det miljø, hvori den efter sin natur bedst kan realisere sig selv. Han kaldte senere denne tendens til erkendelse af sit væsen for selvrealisering.
Begrebet blev gjort populært af psykologen og forskeren Abraham Maslow. Han introducerede i 1950`erne Maslows behovspyramide, hvor individet kan søge selvrealisering, når det har fået tilfredsstillet sine grundlæggende behov. Selvrealisering er forbundet med altruisme, så individet bliver mindre egoistisk og gør mere for andre, når det når frem til det udviklingstrin. Selvrealisering er desuden en forudsætning for at individet kan forstå, det er en del af noget større end sig selv. Kun sådan kan den enkelte få åndelige oplevelser af noget større, som er det højeste trin i pyramiden. Ifølge Maslow var selvrealiserende mennesker ofte meget kreative og begejstrede, og han så blandt andet Albert Einstein som et eksempel.
Begrebet blev også anvendt af den humanistiske psykolog Carl Rogers, der så det som et begreb for mental sundhed, idet selvaktualiserende mennesker ikke led af neurotiske forstyrrelser. Mennesker, der ikke var i stand til at realisere sig selv, havde omvendt psykiske problemer og rigide tankegange.
Begrebet vandt især frem med humanismen i efterkrigstiden og blev set som et modtræk til social ensretning og undertrykkelse. Det blev en del af den såkaldte modkultur i 1960`erne og fik stor betydning for ungdomsoprøret.
Tanken om selvrealisering har også haft stor betydning for den moderne kvindefrigørelse. Her handler det om, at kvinder kan realisere sig selv og deres talenter og interesser i stedet for kun at skulle udfylde en klassisk kønsrolle. Derfor har kvindefrigørelsen i høj grad været tæt knyttet til en kamp for kvinders selvrealisering, der har haft større betydning end blandt mænd.

## Kritik
Tanken om selvrealisering er især blevet kritiseret inden for fascisme, konservativ evangelisme og konservatisme. I det fascistiske og konservative livssyn betragtes selvrealisering ofte som egoisme, hvor individet ikke underlægger sig sin pligt. Denne kritik stemmer dog ikke overens med Maslows forskning.